# Bandra

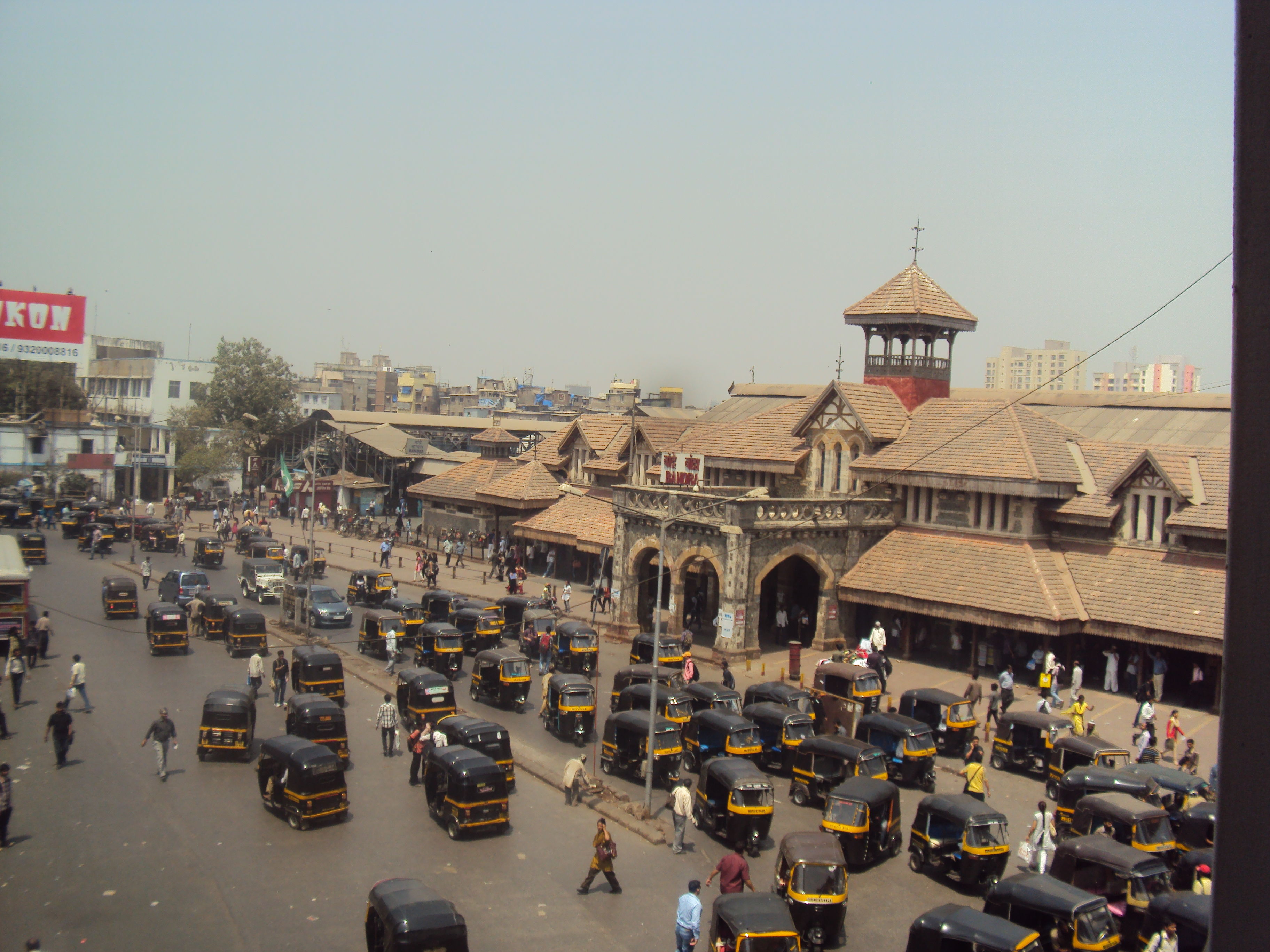
Järnvägsstationen i Bandra.

Bandra (marathi: वांद्रे) är ett område i norra Bombay, och tillhör distriktet Mumbai (Suburban). Det är huvudsakligen välbärgat och särskilt känt för sina katolska kyrkor och sina restauranger. 

## Kyrkor
- Mount Mary's Basilica
- Mount Carmel Church
- St. Peter's Church
- St. Theresa's Church
- St. Andrew's Church
- St. Vincent de Paul Church
- St. Anne's Church
- St. Francis of Assisi
- Living Word Church